# Puigmoreno
Puigmoreno es una localidad española perteneciente al municipio de Alcañiz, en el Bajo Aragón, en la provincia de Teruel, Aragón.
El pueblo fue creado por el Instituto Nacional de Colonización con el nombre de Campillo de Franco.